# Club de Gimnasia y Esgrima (Mendoza)
El Club de Gimnasia y Esgrima es una institución deportiva de la Ciudad de Mendoza, provincia homónima, Argentina. Está ubicado en calle Gutiérrez 261 del centro mendocino.

## Historia

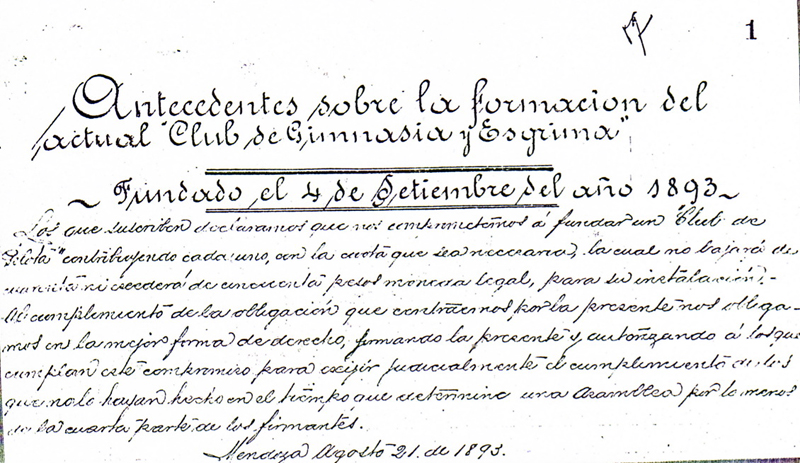
Antecedentes de la primera fundación del club.

El club tuvo su origen el 15 de noviembre de 1890 con el nombre de «Club de Esgrima», bajo la presidencia del Doctor Carlos Ponce. En 1893, llegó un grupo de socios con nuevas ideas y propuso incentivar la práctica de otros deportes priorizando los juegos de pelota razón por la cual el 4 de septiembre del mismo año realizaron una nueva Asamblea Constitutiva presidida por el señor Eduardo Cabral acompañado de los señores Eduardo Tesaire, Joaquín Guevara, Sinivaldo Vélez, Dionisio Ariosa y Félix Sicardi, entre otros, y le dieron un nuevo nombre a la institución pasándose a llamar «Club de Pelota». A fines de ese año y principios de 1894 los dirigentes adquirieron un terreno que lo transformaron en una sede lujosa para la época, ubicada actualmente en calle Gutiérrez 261 de ciudad, cuya inauguración se realizó con una fiesta social y deportiva a la que asistieron autoridades de la provincia.
En 1902, fueron creadas diversas secciones, entre ellas la «sección foot-ball» propuesta por el entonces vicepresidente Eduardo Tesaire. Pero seis años más tarde, dicha sección debió independizarse y crear un club aparte con estatuto aparte dando origen al actual Club Atlético Gimnasia y Esgrima, debido a que el sector adinerado vio con malos ojos la práctica de ese deporte, por lo que quedaron dos entidades divididas y sin relación alguna.

## Disciplinas
La institución brinda la posibilidad de realizar las siguientes actividades:
| - Acuaerobics - Aero Kick Boxing - Ajedrez - Billar - Boxeo - Danzas - Esferodinamia - Esgrima | - Fisicoculturismo - Gimnasia - Guitarra - Indoor Cycle - Judo - Jumping - Karate - Natación | - Pelota paleta - Pilates - Squash - Step - Tae Bo - Tai Chi Chi Kun - Yoga |